# Royal Aircraft Factory F.E.2
A Royal Aircraft Factory F.E.2 brit gyártmányú, kétüléses, tolólégcsavaros többfunkciós harci repülőgép volt az első világháború idején. F.E.2 kóddal valójában három típust is illettek, a háborúban az 1914-től gyártott harmadik modell vett részt.

## Fejlesztés
A Royal Aircraft Factory 1911-től gyártott F.E.2 (Farman Experimental 2) kódnevű, de külsőre meglehetősen eltérő repülőgépeket a francia Farman-testvérek tolólégcsavaros modellje alapján.

### F.E.2 (1911)
Az első F.E.2-t Geoffrey de Havilland tervezte 1911-ben és azt állították róla, hogy a sajátos külsejű, elöl-hátul vezérsíkkal rendelkező F.E.1 továbbfejlesztett változata, bár valójában már ezelőtt elkezdték építeni, hogy a F.E.1 prototípusa augusztus 11-én lezuhant volna. Az újabb típuson nem volt elülső vezérsík és egy 50 lóerős Gnome forgómotor hajtotta.
A F.E.2 1911 augusztus 18-án szállt fel először, maga a tervező, de Havilland vezette. 1912 áprilisában úszótalpakat szereltek rá és miután 70 lóerős motort kapott, a pilótán kívül egy utast is elbírt. Az év végén ismét kerekes futóművet kapott és kísérletképpen egy Maxim-géppuskát szereltek az orrába.

### F.E.2 (1913)
Az 1913-ban készült második F.E.2 teljesen új, modernebb tervek szerint épült. Nagyobb is volt elődjénél: szárnyfesztávolságát 10 méterről 12,8 méterre, felszállósúlyát 545 kg-ról 848 kg-ra növelték. Egy 70 lóerős Renault motor hajtotta és csűrőlapátok helyett a szárnyak elcsavarásával kormányozták. 1914. február 23-án egy tesztrepülés során 150 méteres magasságból a földre zuhant. A pilóta túlélte az esést, de utasa meghalt.

### F.E.2 (1914)
1914 közepén egy teljesen új terven kezdtek dolgozni, amely a Vickers F.B.5-höz hasonlóan képes volt egy géppuskát hordozni. A tolólégcsavaros elrendezéstől eltekintve a F.E.2a-nak nevezett prototípus semmiben sem hasonlított elődjére. A motor előtt lévő kétszemélyes gondolában elöl a megfigyelő, fölötte és mögötte pedig a pilóta ülését helyezték el. A megfigyelő egy .303-as kaliberű Lewis-géppuskával volt felfegyverezve, amelyet forgatható állványra helyeztek el és nagy ívben lehetett vele pásztázni. Az első tesztrepülésre még nem került sor, amikor kitört az első világháború és a hadsereg azonnal, még a tesztek előtt 27 darabot rendelt a típusból. Ekkor már világos volt, hogy a tolólégcsavaros megoldás aerodinamikai szempontból rosszabb, mint a gép elejére szerelt húzópropeller, azonban nem tudták megoldani a légcsavaron keresztüli tüzelést, így a nagyobb tűzerő kedvéért maradtak ennél a modellnél.
A futómű tervezésénél külön gondot fordítottak arra, hogy egyenetlen terepen is le tudjanak szállni vele. Az ütéscsillapító rendszert egy kis elülső kerék egészítette ki, amely megakadályozta az orrabukást a landoláskor. Néhány F.E.2-t a hagyományos V-tartós futóművel is elláttak (amely a bombázóként használt repülőknél végig meg is maradt), de a legnépszerűbb változatnak az ütéscsillapítós változat első kerék nélküli verziója bizonyult.
Az első gyártási sorozatban 12 F.E.2a készült. Az első sorozatgyártott repülő 1915. január 26-án emelkedett először levegőbe, de kissé lassúnak találták, ezért a Green E.6 motort lecserélték egy 120 lóerős vízhűtéses, soros motorra. A korai tapasztalatok alapján elkészült a F.E.2b változat, amelyről leszerelték a hatástalannak bizonyult féklapot és idővel 160 lóerős motort kapott. Ebből a verzióból összesen 1939 készült a háború során, de többségüket nem a Royal Aircraft Factory, hanem magántulajdonban lévő üzemek (G&J Weir, Boulton&Paul Ltd, Ransomes, Sims&Jefferies) gyártották.
A repülő fegyverzetét hamarosan egy második géppuskával egészítették ki, amelyet elvben a pilóta kezelt volna és ezért egy magas, teleszkóposan kihúzható állványra szerelték, hogy átlőhessen vele a megfigyelő feje fölött. A gyakorlatban azonban inkább a megfigyelők használták, különösen, miután rájöttek, hogy az ülésük peremére állva hátrafelé át tudnak lőni vele a felső szárny fölött. A nem éppen veszélytelen manőverrel tüzelni tudtak a hátulról közelítő ellenségre; erre szükség is volt, mert a tolólégcsavaros modellek hátulról teljesen védtelenek voltak. Az F.E.2-k ezenkívül mintegy 235 kg bombát is vihettek magukkal a gondola külső oldalára akasztva és a légi felderítéshez fényképezőgéppel is felszerelhették őket. Történtek kísérletek generátorral táplált fényszórók magasba emelésére is, amellyel az éjszakai harcmezőt világították volna meg.

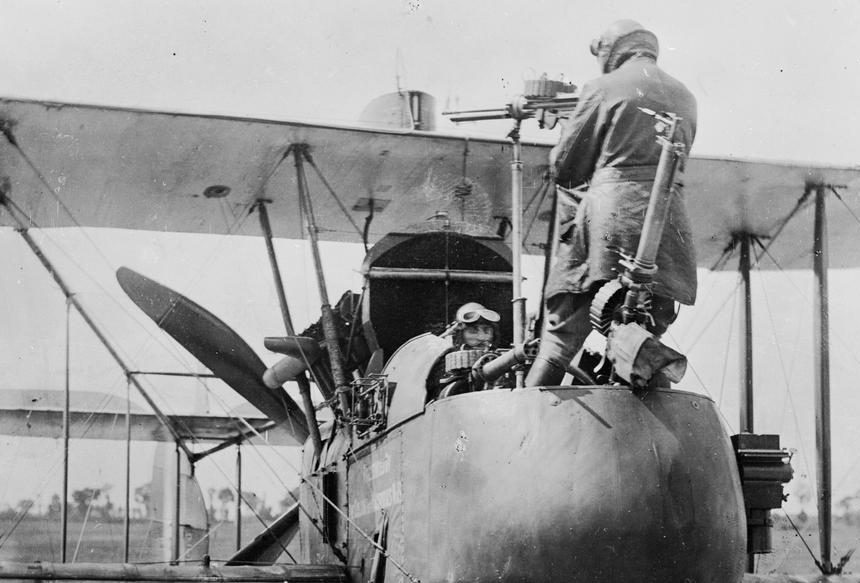
Egy megfigyelő bemutatja a felső szárny fölötti hátrafelé tüzelés technikáját. A pilóta nem szokványos módon egy extra géppuskával is fel van szerelve

Az amerikai Frederick Libby tíz ellenséges repülőt lőtt le F.E.2b megfigyelőjeként és így írt a tapasztalatairól:
```
Amikor felálltál tüzelni, térdtől felfelé teljesen ki voltál téve az elemeknek. Nem volt biztonsági öv. Csak a géppuska markolata és a gondola oldalai álltak közted meg az örökkévalóság között... A megfigyelő és a pilóta közé beállítottak egy második géppuskát, amivel a F.E.2b-k felső szárnya fölött lehetett tüzelni, hogy megvédjük a repülőt a hátulról jövő támadások ellen... Ahhoz, hogy ezzel a géppuskával célozz és lőj, fel kellett állnod a gondolában, a lábadat megvetve a gondola nyílásában. Nem volt ezzel semmi probléma, kivéve ha egy széllökés kifújt a repülőből, vagy ha a pilóta rossz mozdulata miatt kiestél. Nem volt sem ejtőernyő, sem biztonsági öv. Nem csoda, hogy sok megfigyelőre volt szükség.
[
12
]
[
13
]
```

Az F.E.2c kísérleti éjszakai vadász és bombázóváltozat volt. Ennél a pilóta és a megfigyelő helyét felcserélték, hogy a pilóta jobban lássa a landolás helyét. Kettő készült belőle.
A típus legutolsó verziója az F.E.2d volt, amelyből 386-ot készítettek. Ezt 250 lóerős Rolls-Royce Eagle motorral szerelték fel, ami a sebességet nem javította számottevően, viszont lehetővé tette nagyobb teher (például egy vagy két, a pilóta által működtetett géppuska) felszerelését.

## Szolgálati tapasztalatok

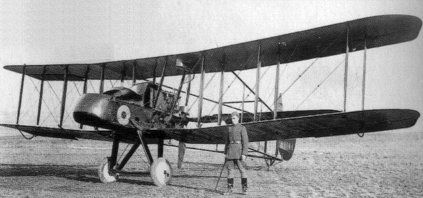
F.E.2b V-tartós futóművel

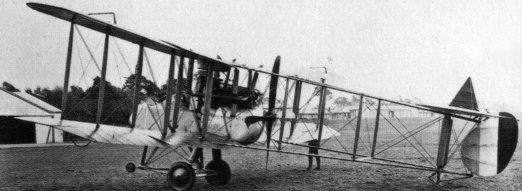
Orrkerekes, Rolls-Royce-motoros F.E.2d

A F.E.2a 1915 májusában kezdte frontszolgálatát a 6. repülőszázadnál, amely emellett B.E.2-sekkel és egy Bristol Scouttal volt felszerelve. A 20 Squadron (20. repülőszázad) volt az első (1916 januárjában), amelynek gépállománya kizárólag ebből a típusból állt. Ebben az időszakban felderítőként és vadászkíséretként alkalmazták őket; később kétharmaduk (816) vadász-, egyharmaduk (395) bombázófeladatot kapott. Az F.E.2b-t és F.E.2d-t nappali feladatokra 1917 közepéig használták; a b pedig majdnem a háború végéig szolgált éjszakai bombázóként. Népszerűsége csúcsán a típus 16 franciaországi és 6 angliai brit repülőszázad állományában szerepelt.
1916. június 18-án Max Immelmann, a híres német ászpilóta egy F.E.2b-kel vívott küzdelemben esett el. A britek szerint ők lőtték le, a németek viszont a német légvédelmi gránátoknak vagy a propellerről visszapattanó saját lövedéknek tulajdonították Immelmann halálát. Mindenesetre az F.E.2b-k nagy szerepet játszottak abban, hogy véget ért a német Fokker-vadászgépek 1915-től kezdődő nyomasztó fölénye a nyugati hadszíntéren.
1916 őszén megérkeztek a frontra az új német modellek (Albatros D.I és Halberstadt D.II) és a F.E.2 hamarosan elavult. 1917 áprilisában végképp kivonták őket az ellenséges terület fölötti járőrözésből. Ennek ellenére még mindig tudtak kellemetlen meglepetést okozni az ellenfeleknek: a híres Manfred von Richthofen 1917 júniusában kapott súlyos fejsebet egy F.E.2d-vel vívott légiharc során.
A háború késői szakaszában a típust éjszakai könnyűbombázóként, illetve a hazai légtér védelmére, a Zeppelinek ellen vetették be. Bombázóként 1916 novemberében debütált és 1917 februárjában már teljes bombázószázadokat szereltek fel vele. Összesen nyolc egység alkalmazta őket és egészen a háború végéig aktív szolgálatban maradtak a vadászból átalakított F.E.2-k. Történtek kísérletek éjszakai vadászként való felhasználására, de ahhoz túlságosan lassan emelkedett.
Általános elterjedtsége okán mintegy négy tucatnyi brit ászpilóta repült valamikor pályafutása során F.E.2-vel.
A háború után, 1919-ben Kína vásárolt 35 F.E.2-t pilótaképzési célokra.
Az F.E.2 egy fennmaradt példánya a Királyi Légierő Londoni Múzeumában (Royal Air Force Museum London) tekinthető meg.

## Rendszeresítő országok
- Ausztrália csak egy darabot gyakorlógépként
- Egyesült Királyság
- Egyesült Államok az európai expedíciós haderőben
- Kína

## Műszaki paraméterei
- személyzet: 2 fő
- szárnyfesztávolság: 14,55 m
- törzshossz: 9,83 m
- magasság: 3,85 m
- üres súly: 937 kg
- felszállósúly: 1380 kg
- maximális sebesség: 147 km/h
- maximális magasság: 3300 m
- maximális bevetési idő: 3 óra

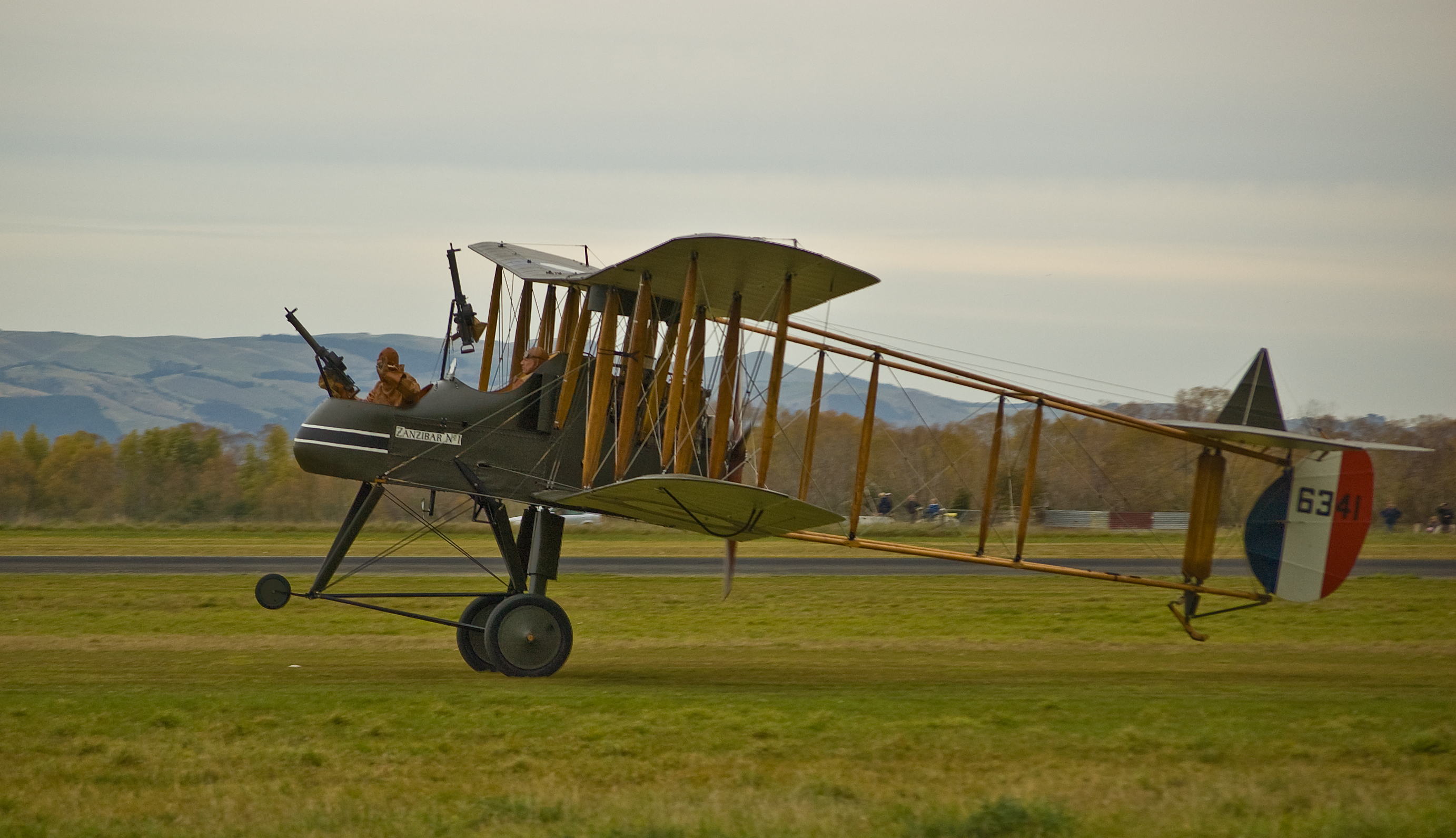
Az F.E.2 Új-Zélandon épített másolata

- hajtómű: 1 db 160 lóerős, hathengeres, soros Beardmore-motor
- fegyverzet: 1 vagy 2 db .303-es Lewis-géppuska a megfigyelőnek
1 vagy 2 db Lewis-géppuska a pilótának (az F.E.2d változaton)
235 kg-nyi bombateher

## Fordítás
- Ez a szócikk részben vagy egészben  a   Royal Aircraft Factory F.E.2 című angol Wikipédia-szócikk ezen változatának fordításán alapul.  Az eredeti cikk szerkesztőit annak laptörténete sorolja fel. Ez a jelzés csupán a megfogalmazás eredetét és a szerzői jogokat jelzi, nem szolgál a cikkben szereplő információk forrásmegjelöléseként.